# Hans-Jörg Kannegießer
Hans-Jörg Kannegießer (* 9. Dezember 1943 in Meißen; † 4. Oktober 2010 in Chemnitz) war ein deutscher Ingenieur und Politiker (CDU, davor DDR-CDU). Von 1990 bis 2004 war er Abgeordneter des Sächsischen Landtages.

## Leben
Nach dem Abitur im Jahr 1962 an der EOS in Meißen absolvierte Hans-Jörg Kannegießer eine Facharbeiterausbildung zum Maschinenbauer in Meißen. Von 1963 bis 1966 studierte er an der Fachschule Schwermaschinenbau in der Fachrichtung wärme-, luft- und kältetechnische Anlagen in Karl-Marx-Stadt. Es folgte ein Fernstudium in der Sektion Energieumwandlung an der TH Karl-Marx-Stadt und an der TU Dresden.
Von 1967 bis 1974 war Kannegießer in Bitterfeld und Karl-Marx-Stadt als Projektingenieur bei der Fa. Gebr. Weißbach KG und zwischen 1974 und 1989 Rationalisierungsingenieur im Ingenieurbüro Kosmetik tätig. Er engagierte sich ehrenamtlich als Vorstandsmitglied im Förderverein Blindenbildung Chemnitz-Altendorf. Ab 1998 bekleidete Kannegießer das Amt des Landesvorsitzenden des VdK Sachsen und gehörte dem Bundesvorstand des Sozialverbandes VdK Deutschland an. Darüber hinaus war er ehrenamtliches Stiftungsmitglied der Stiftung Otto Perl.
Hans-Jörg Kannegießer war geschieden und hatte drei Kinder.

## Politik
Hans-Jörg Kannegießer trat im Juni 1988 der CDU der DDR bei. In den Jahren 1989 und 1990 war er stellvertretender Stadtbezirksbürgermeister für Energie, Verkehr und Nachrichtenwesen. Im Jahr 1990 arbeitete er in der Bezirksverwaltungsbehörde Karl-Marx-Stadt und gehörte ab demselben Jahr dem Stadtvorstand Chemnitz an. Im Oktober 1990 gelang Kannegießer als Direktkandidat im Wahlkreis 60 (Chemnitz II) der Einzug in den Sächsischen Landtag. Diesem gehörte er für zwei weitere Wahlperioden bis 2004 an. In der 2. Wahlperiode zog er über den Wahlkreis 12 (Chemnitz I) und in der 3. Wahlperiode über die Landesliste der CDU Sachsen in den Landtag ein. Kannegießer fungierte in der 1. Wahlperiode als Vorsitzender im Geschäftsordnungsausschuss und gehörte dem Ausschuss für Bau und Verkehr an. sowie in der 1. bis 3. Wahlperiode im Ausschuss für Soziales, Gesundheit, Familie und Frauen. In der 2. und 3. Wahlperiode war Kannegießer Mitglied im Petitionsausschuss sowie in der 2. Wahlperiode stellvertretender Vorsitzender im Ausschuss für Geschäftsordnung und Immunitätsangelegenheiten. In den Jahren 1991 und 1992 war er Kreisvorsitzender und Mitglied des Sektionsvorstands Chemnitz des Wirtschaftsrats der CDU.